# Jan Keizer (zangpedagoog)
Jan Lambert Henricus Keizer (Batavia, 19 november 1913 – Amsterdam, 18 december 1989) was een Nederlands zanger en zangpedagoog.

## Biografie
Jan Keizer werd in 1913 in Batavia geboren als (enige) zoon van Simon Jan Keizer (arts en tandarts) en Wilhelmina Demmers. In 1916 keerde het gezin terug naar Nederland.  Het gezin vestigde zich in Amsterdam. Na zijn middelbareschooltijd aan het Ignatius College studeerde hij rechten aan de Universiteit van Amsterdam. Na het behalen van het kandidaatsexamen besloot hij zich niet verder als jurist te ontwikkelen. Hij trok omstreeks 1935 naar Wenen om tandtechniek te studeren. Daar werd hij geïnspireerd door het culturele klimaat en ging zich toeleggen op zang. Hij kreeg les van Ignaz Körner. In augustus 1938 keerde hij terug naar Nederland.
Hij studeerde vervolgens aan het Conservatorium van Amsterdam bij Herman Schey en Hans Lichtenstein. In 1952 werd hij benoemd tot hoofdleraar solozang aan dit conservatorium. Daarnaast trad hij op als liederenzanger met o.a. George van Rennesse en Liesbeth Rümke-Hoppen.
Keizer heeft veel werk verricht op het raakvlak van foniatrie en de zangtechniek en methodiek. Hij werkte daarbij samen met Joop van Deinse, foniater in het Johannes de Deo ziekenhuis in Den Haag. Hij specialiseerde zich in het behandelen van stemstoornissen ten gevolge van onjuist gebruik van de stem. Hij werd geraadpleegd door uitvoerenden uit verschillende disciplines waaronder klassieke muziek, lichte muziek en toneel. Keizer maakte deel uit van de jury van het Internationaler Musikwettbewerb der ARD (München). Tot zijn leerlingen met een internationale carrière behoren onder anderen Meinard Kraak, Anton de Ridder, Marianne Blok, Rom Kalma, Marijke van der Lugt, Bert Bijnen en Cora Canne Meijer. Bekende namen uit de lichte muziek zijn o.a. Heddy Lester en Anni Anderson. Ook Frank Groothof was leerling van Keizer. Enkele acteurs en actrices die door hem werden gecoacht waren Christel Adelaar, Diana Dobbelman, Guus Verstraete sr., Guus Hermus, Henk van Ulsen en Lex van Delden jr.
Vanwege zijn verdiensten voor de Nederlandse Muziek- en Theaterwereld werd hij in 1978 benoemd tot Ridder in de Orde van Oranje-Nassau. Hij overleed in 1989 op 76-jarige leeftijd in Amsterdam.